# Le Beau Brummel (film, 1954)
Pour les articles homonymes, voir Beau Brummel (homonymie).

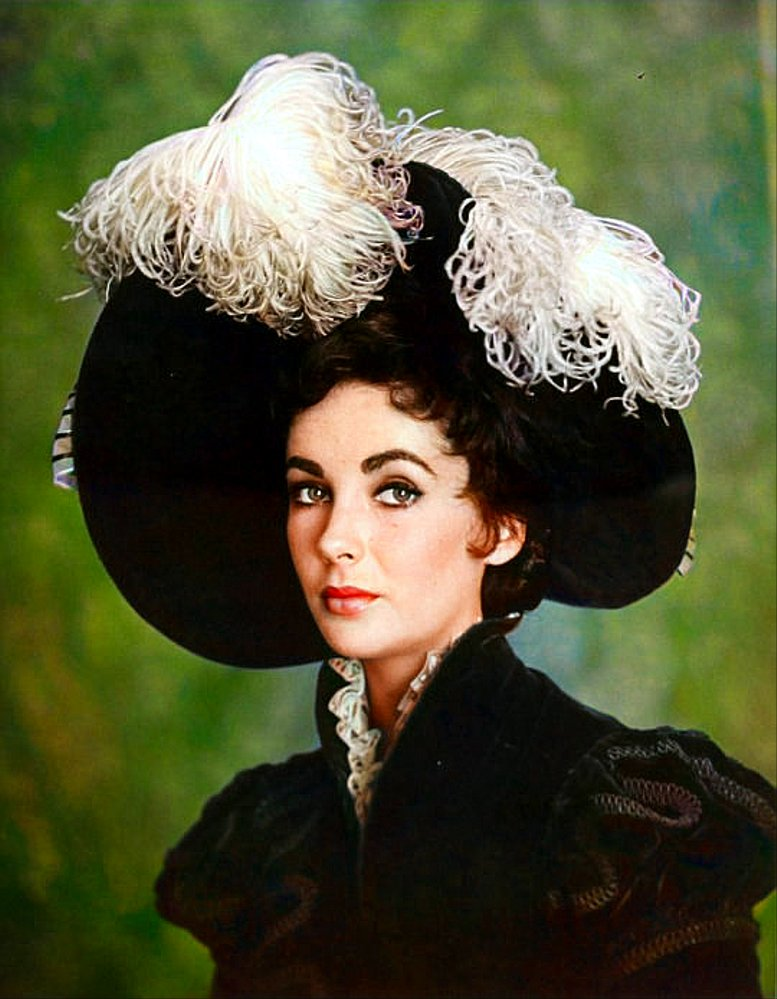
Photo colorisée d'Elisabeth Taylor dans le film.

Le Beau Brummel (Beau Brummell) est un film américain réalisé par Curtis Bernhardt, sorti en 1954.
C'est un remake du film Beau Brummel sorti en 1924.

## Synopsis
Au début du XIXe siècle, à Londres, George, alias « Beau » Brummell, un jeune roturier devenu militaire, consacre toute son énergie à l'emporter sur ses rivaux mondains par l'élégance et par l'esprit. Il parvient ainsi à gagner l'amitié éblouie du régent, le prince de Galles, rejeton obèse, futile et despotique du roi fou George III. Désormais favori à la cour, il se demande aussi, entre deux choix cornéliens de cravate, s'il convient d'épouser sa maîtresse, l'ensorcelante Lady Patricia...

## Fiche technique
- Titre : Le Beau Brummel
- Titre original : Beau Brummell
- Réalisation : Curtis Bernhardt
- Scénario : Karl Tunberg, d'après la pièce de Clyde Fitch
- Production : Sam Zimbalist
- Société de production : MGM
- Photographie : Oswald Morris
- Montage : Frank Clarke
- Musique : Richard Addinsell
- Direction artistique : Alfred Junge
- Costumes : Elizabeth Haffenden
- Pays de production : États-Unis
- Format : couleur (Eastmancolor) - Son : Mono (Perspecta Sound encoding) (Western Electric Sound System)
- Genre : drame historique
- Durée : 113 minutes
- Date de sortie : 6 octobre 1954 (USA)

## Distribution
- Stewart Granger  (V.F : Gabriel Cattand) : George Bryan 'Beau' Brummell
- Elizabeth Taylor  (V.F : Nicole Riche) : Lady Patricia Belham
- Peter Ustinov (V.F : Jean Marchat) : George IV, prince de Galles
- Robert Morley (V.F : Louis Arbessier) : roi George III
- James Donald V.F : Roger Rudel) : Lord Edwin Mercer
- James Hayter : Mortimer
- Rosemary Harris (V.F : Nadine Alari) : Mme Maria Anne Fitzherbert
- Paul Rogers (V.F : Jacques Beauchey) : William Pitt
- Noel Willman (V.F : Jacques Dacqmine) : Lord George Gordon Byron
- Peter Dyneley (V.F : William Sabatier) : Midger
- Charles Carson (V.F : Richard Francœur) : Sir Geoffrey Baker
- Ernest Clark : Dr Warren
- Peter Bull : M. Fox
- Mark Dignam : M. Burke
- Desmond Roberts : le colonel
- Ralph Truman (V.F : Abel Jacquin) : Sir Ralph Sidley
- David Horne : Thurlow
- George de Warfaz (V.F : René Blancard) : Dr Dubois
- Finlay Currie (V.F : Jean Brochard) : McIver, l'éditeur
- John Chandos (V.F : Émile Duard) : Silva
- Andrew Osborn (V.F : Paul-Émile Deiber) : Lord Mindon
- David Horne (V.F : Christian Argentin) : Thurlow
- Harold Kasket : le bourgmestre